# Hostákov (tvrz)
Tvrz Hostákov měla být tvrz v Hostákově, Měla stát na vyvýšeném pahorku asi 600 metrů severovýchodně od vesnice a asi 200 metrů východně od rybníka Záhumenice.

## Popis
Místo, kde měla tvrz stát je uprostřed pole na ostrůvku s vysokými stromy. Měla ležet na oválné ploše o rozměrech 35 x 25 metrů. Ve vzdálenosti as 25 metrů od jádra se nachází možné pozůstatky příkopů. Jádro možné tvrze je asi o 4 metry vyvýšeno nad okolní terén, severozápadní strana tvrziště je vyvýšena schodově, jihovýchodní pozvolně. Po ploše tvrziště se nachází náznaky možných staveb, prohlubně jsou umístěny na západní straně. Jihovýchodní část tvrziště je vyvýšena a stojí na ní novodobá dřevěná bouda. Bližší podoba tvrze není známa a bude potřeba případný archeologický průzkum.

## Historie
O možné tvrzi v Hostákově není moc konkrétních informací, v pramenech se uvádí zřídka, zmiňuje se například v roce 1556. V roce 1437 byl uváděn jako majitel vesnice Oldřich z Hostákova. Tvrz se měla nacházet na trati Na Hrádku. Traduje se také pověst, dle které měla z tvrze vést podzemní chodba, která měla ústit nedaleko Opatského mlýna. V době bitev Matyáše Korvína měli majitelé tvrze do chodby dle pověsti ukrýt majetek.

## Galerie

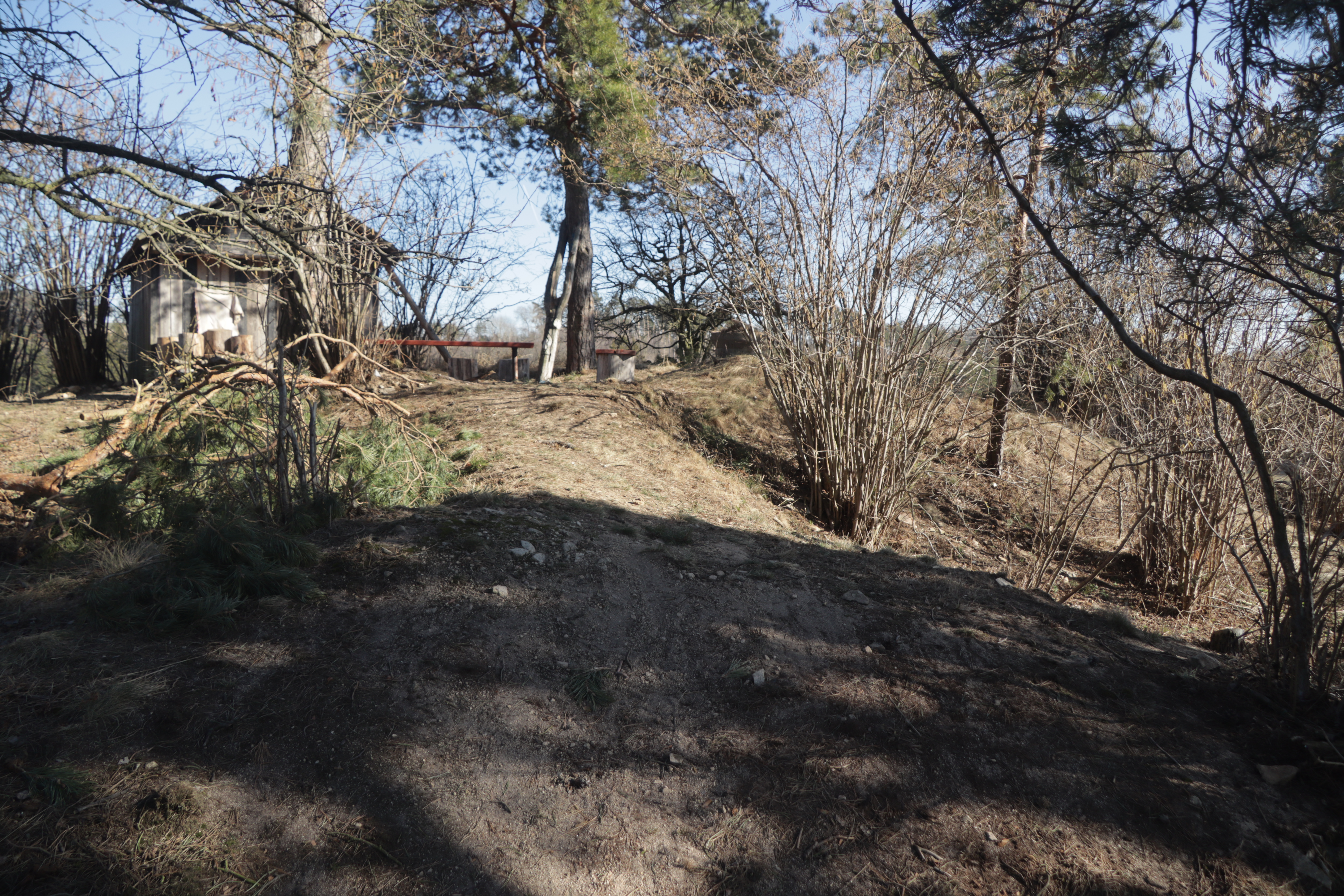
místo, kde mělo tvrziště stát
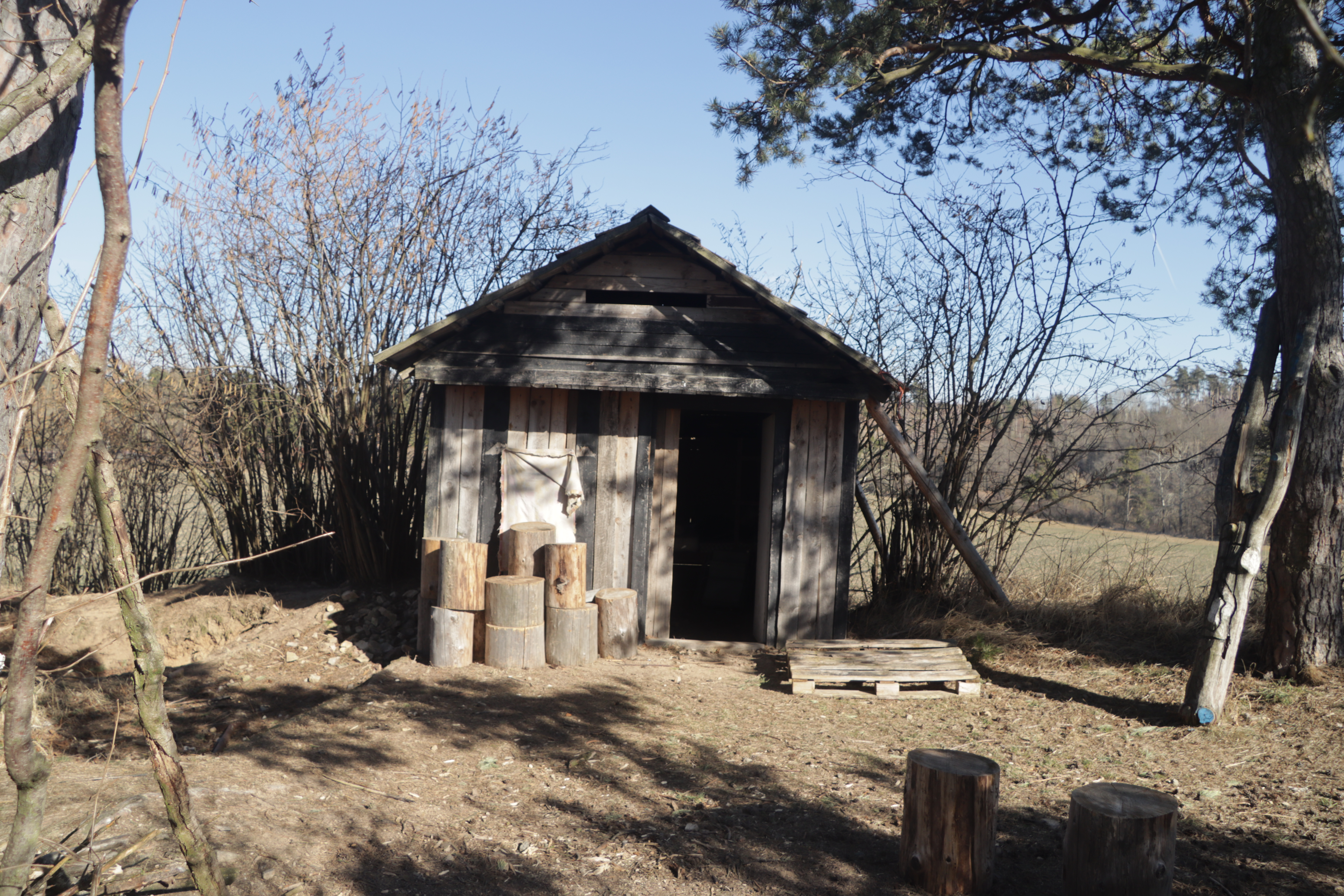
novodobý dřevěný dům na místě tvrziště
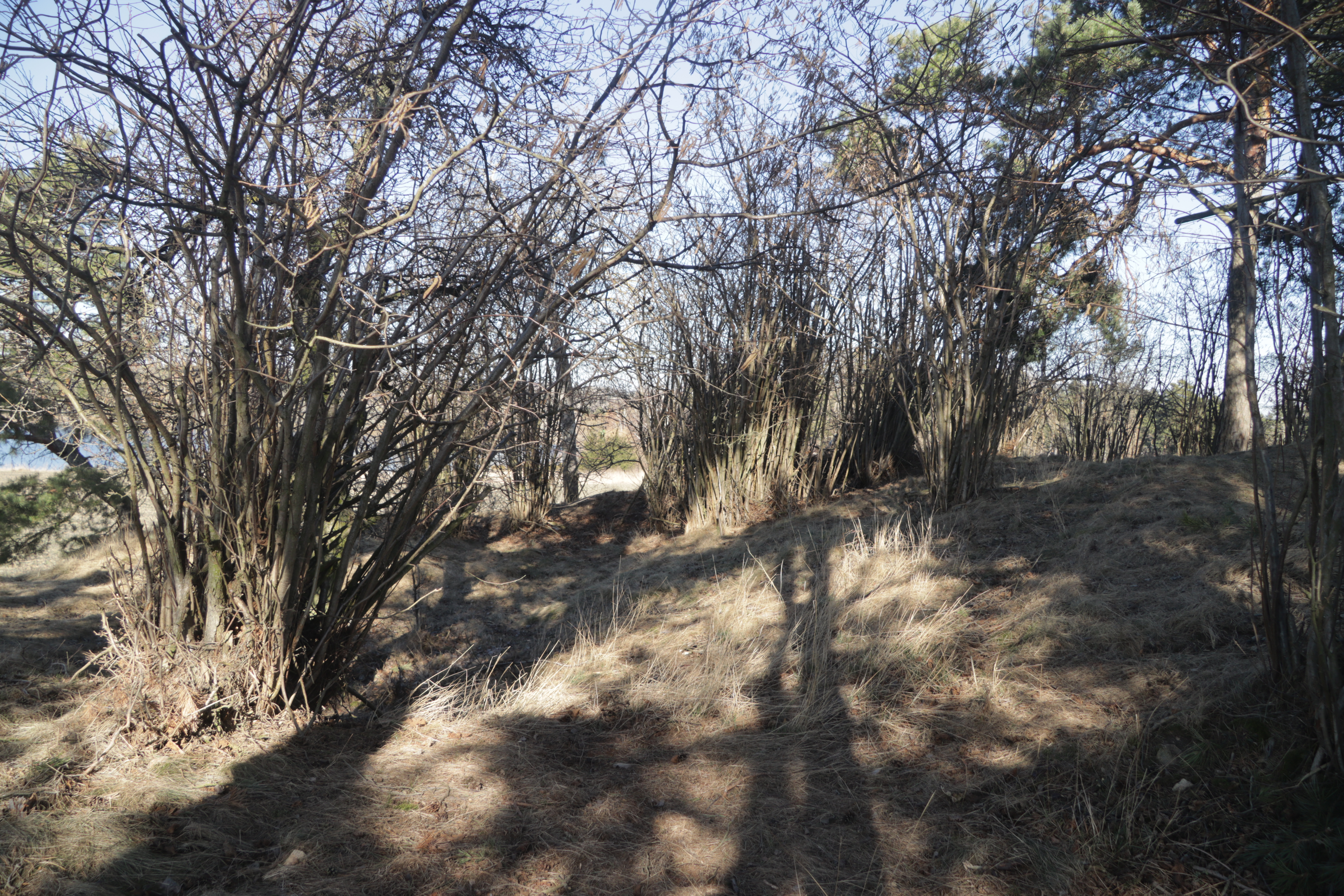
možný příkop tvrziště